# Bonnybridge

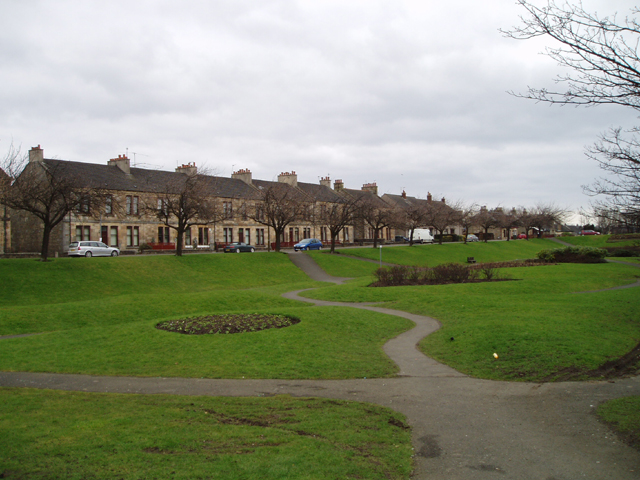
Radhus i Bonnybridge

Bonnybridge (skotsk gaeliska: Drochaid a'Bhuinne, lågskotska: Bonniebrig) är en småstad i Skottland, belägen i Falkirks kommun i ståthållarskapet Stirling and Falkirk, 6 kilometer väster om centralorten Falkirk. Befolkningen i Bonnybridge uppgick till 6 870 invånare vid 2001 års folkräkning men hela tätortsområdet, Bonnybridge settlement area, har tillsammans med de angränsande orterna Banknock, Denny, Dunipace och Haggs omkring 24 000 invånare.
Motorvägen M876 passerar genom orten.